# NGC 2801
NGC 2801 ist eine Spiralgalaxie vom Hubble-Typ SA(s)c im Sternbild Krebs auf der Ekliptik. Sie ist schätzungsweise 341 Millionen Lichtjahre von der Milchstraße entfernt und hat einen Durchmesser von etwa 110.000 Lj.

Im selben Himmelsareal befinden sich die Galaxien NGC 2807, NGC 2809, NGC 2812, IC 2457.
Das Objekt wurde am 17. März 1865 von dem deutschen Astronomen Albert Marth entdeckt.